# Domingo Pérez Cáceres
Domingo Pérez Cáceres (10 de novembro de 1892, Güímar, Tenerife - 1 de agosto de 1961, San Cristóbal de La Laguna, Tenerife) foi um dos bispos mais destacados da história das ilhas Canárias, sendo bem conhecido por sua ajuda aos pobres das Canárias (era conhecido como o "bispo dos pobres").
Mas acima de tudo, ele é conhecido por ser a força motriz por trás da construção da Basílica de Nossa Senhora da Candelária, padroeira das Canárias. Ele também foi o primeiro e único bispo nascido em Tenerife que governou sua própria diocese nativa, a diocese de San Cristóbal de La Laguna, também chamada diocese de Tenerife ou diocese de Nivariense e, em geral, também foi o primeiro bispo canário a governar Esta diocese também é canária.

## Biografia
Nasceu em 10 de novembro de 1892 em Güímar (Tenerife). Depois de estudar no Seminário sacerdotal de Tenerife, ele teve muitas posições importantes, incluindo o reitor da cidade de Güímar e decano da Igreja da Catedral de La Laguna.
Em 21 de setembro de 1916, o bispo Nicolás Rey y Redondo entregou a ordem do presbitério, que o levou a servir como vigário geral da diocese, que serviu durante doze anos. Em 21 de setembro de 1947, Dom Domingo foi consagrado bispo de Tenerife pelo papa Pio XII. Ele era o oitavo bispo de Tenerife.
Mais tarde, será nomeado filho favorito de Güímar e da província de Santa Cruz de Tenerife. Também foi nomeado filho adotivo de todos os municípios da diocese de San Cristóbal de La Laguna, bem como filho adotivo de Los Realejos no mesmo ano.
Pérez Cáceres morreu na terça, 1 de agosto de 1961, às 16 horas. Foram enviadas centenas de telegramas de todas as ilhas Canárias e até de outras partes da Espanha. Ele foi enterrado na Basílica da Candelária.